# Eliminazione di Hofmann
L'eliminazione di Hofmann o pirolisi di Hofmann (anche conosciuta come metilazione esaustiva) è una reazione chimica nella quale un' ammina reagisce a dare un'ammina terziaria ed un alchene tramite trattamento con ioduro di metile, seguito da un trattamento con ossido d'argento e acqua ad alta temperatura.
La reazione prende il nome del suo scopritore, August Wilhelm von Hofmann.
La regola di Hofmann non si può applicare a basi stericamente ingombrate: per esse bisogna ricorrere alla regola di Zaitsev.

## Procedimento
Dopo il primo stadio, si forma un sale di ioduro d'ammonio quaternario. Dopo la sostituzione dello iodio con un anione ossidrile, una reazione di eliminazione porta alla formazione di un alchene.
Con ammine asimmetriche, il maggior alchene prodotto è il meno sostituito e generalmente è anche il meno stabile. Ciò è noto come "regola di Hofmann", che è contraria alle normali reazioni di eliminazione, dove il prodotto più sostituito, più stabile, è dominante (regola di Zaitsev).
Un esempio è la sintesi del trans-cicloottene :
Nel test Herzig-Meyer un'ammina terziaria con almeno un gruppo metile e carente di idrogeni beta reagisce con acido iodidrico a dare un sale quaternario d'ammonio che, quando scaldato, si decompone in ioduro di metile e un'ammina secondaria.

## Collegamenti web
- Meccanismo di reazione: animazione (GIF), su commons.wikimedia.org.